# František Lipták
František Lipták (ur. 29 września 1894 w Kieżmarku, zm. 7 listopada 1967 tamże) – słowacki taternik, działacz turystyczny i narciarz wysokogórski.
František Lipták po raz pierwszy zetknął się z Tatrami jako uczeń, kiedy to podczas wakacji pracował w hotelach i uzdrowiskach podtatrzańskich. W 1921 roku został współzałożycielem słowackiego klubu taternickiego JAMES. Był aktywistą tegoż klubu, od 1926 roku pełnił w nim funkcję prezesa. Lipták był także jednym z koordynatorów tzw. „tygodni taternickich” (słow. horolezecké týždne) organizowanych przez ten klub. Lipták zajmował się również działalnością społeczną i gospodarczą na Spiszu, m.in. w Nowej Wsi Spiskiej.
František Lipták prowadził także ożywioną działalność dziennikarską na tematy taternickie i historyczne związane z Tatrami. Od 1924 roku był członkiem redakcji pisma „Krásy Slovenska”, w którym to opublikował szereg artykułów. W 1942 roku po raz pierwszy wydany został przewodnik turystyczny Vysoké Tatry, którego był współautorem wraz z Jozefem Šimko. W 1962 roku ukazał się jego mały przewodnik tatrzański napisany specjalnie dla jednego z domów wczasowych w Tatrzańskiej Łomnicy. Przewodnik ten ukazał się także po węgiersku (1964) i niemiecku (1967).
František Lipták zmarł 7 listopada 1967 roku w Kieżmarku, pochowany został na jednym z cmentarzy w Bratysławie.